# Berend Willinge Kymmell
Berend Willinge Kymmell (Smilde, 19 mei 1792 - Peize, 25 maart 1871) was een Nederlandse burgemeester.

## Leven en werk
Kymmell was een zoon van mr. Lucas Oldenhuis Kymmell en Margaretha Willinge. Hij werd geboren in het Kymmellhuis in Smilde. Kymmell studeerde rechten aan de universiteit van Groningen. In 1810 verkreeg hij op 18-jarige leeftijd uit de nalatenschap van een neef van zijn moeder, mr. Dubbeld Willinge, al diens onroerende goederen in Peize. Daarmee werd hij eigenaar van een onder meer een herenhuis aldaar. Hij werd in 1819 burgemeester van Peize en bewoonde daar het door hem geërfde huis, dat het Kymmellhuis werd genoemd. Kymmell bleef tot 1852 burgemeester van Peize; in dat jaar werd hij op zijn verzoek eervol ontslagen. Kymmell was tevens kerkvoogd, in de kerk van Peize bezat hij een herenbank, de Kymmellbank. In 1868 werd Kymmell na het hertrouwen van de weduwe van zijn overleden broer Coenraad Wolter Ellents, burgemeester van Smilde, ook mede-eigenaar van de ouderlijke woning het Kymmellhuis in Smilde.
Kymmel trouwde op 28 augustus 1818 te Rolde met Aleida Homan, dochter van Johannes Homan en Roelofje Vos.